# Ācārya
Pour les articles homonymes, voir Acharya (homonymie).

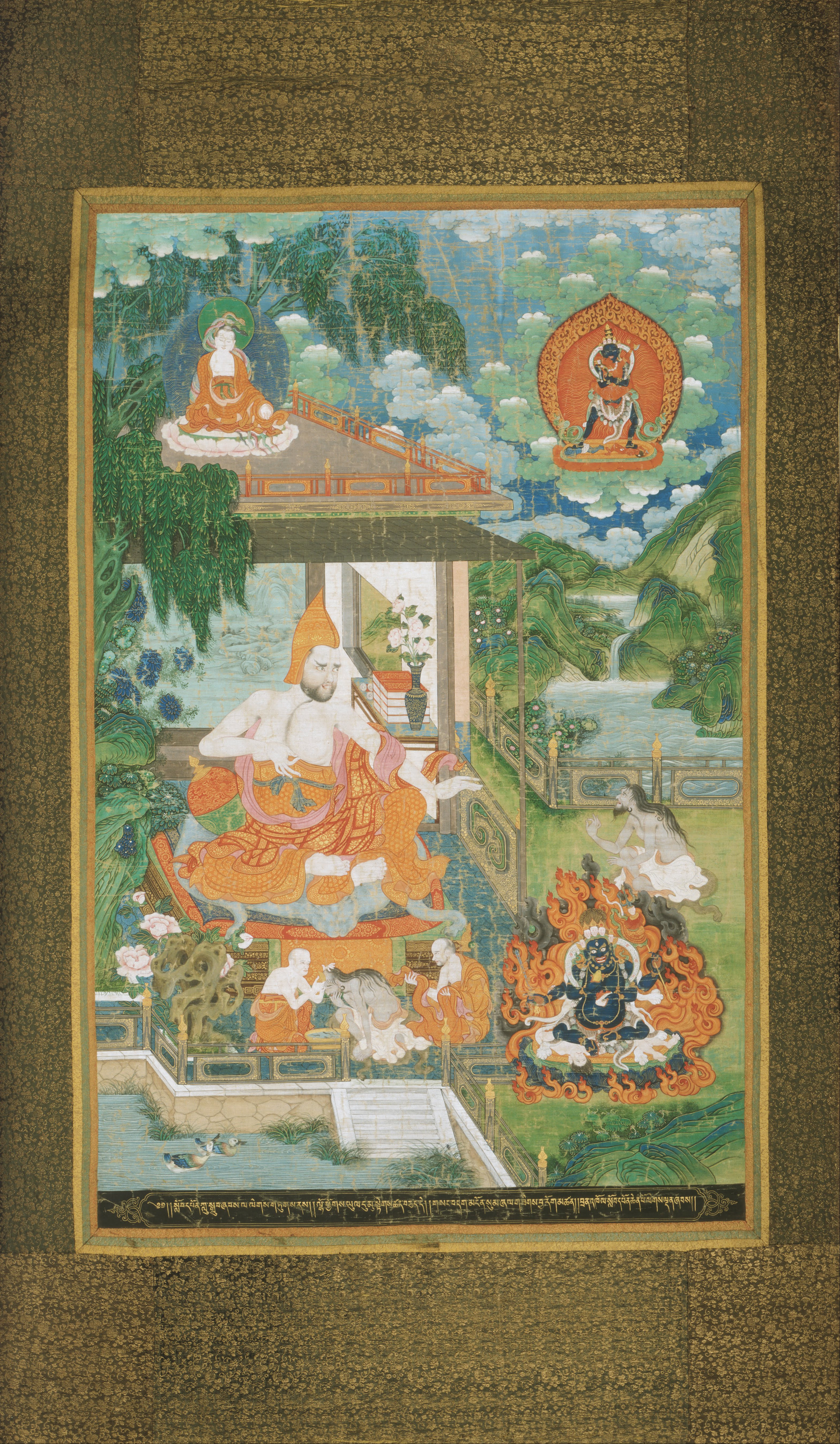
L’ācārya bouddhiste Bhavyaviveka convertissant un non-croyant. Peinture du XVIIIe siècle siècle, Philadelphia Museum of Art.

Un ācārya (en sanskrit IAST; devanāgarī: आचार्य ; pāli: acariya —prononciation : acharya ) est un titre désignant un « professeur », un « maître » ou un « précepteur spirituel ». Littéralement, le terme signifie qui « règle le comportement ». D'où le professeur, c'est-à-dire celui qui règle la conduite.

## Hindouisme
Un acarya dans l'hindouisme est un maître spirituel; un synonyme en serait « guru ». Il est notamment celui qui enseigne le Veda et qui remet à l'étudiant le cordon sacré (yajñopavīta).

## Bouddhisme
Dans le bouddhisme, le terme désigne un maître spirituel qualifié pour enseigner la doctrine et guider les moines.
Dans le bouddhisme theravāda, un acariya est un moine ayant au moins dix ans d’ordination, servant de mentor à un moine plus jeune (samanera ou bhikkhu).

## Jaïnisme
Dans le jaïnisme, « acarya » désigne le chef spirituel d'un groupe d'ascètes-mendiants. Il est nommé ou élu et doit enseigner les textes et les pratiques jaïns.